# Porizon fleutiauxi
Porizon fleutiauxi är en stekelart som beskrevs av Joseph Vachal 1908. Porizon fleutiauxi ingår i släktet Porizon och familjen brokparasitsteklar. Inga underarter finns listade i Catalogue of Life.